# Helcyra thyiada
Helcyra thyiada är en fjärilsart som beskrevs av Hans Fruhstorfer 1914. Helcyra thyiada ingår i släktet Helcyra och familjen praktfjärilar. Inga underarter finns listade i Catalogue of Life.